# GAC Trumpchi GS 4
Der GAC Trumpchi GS 4 ist ein unterhalb des GAC Trumpchi GS 5 positionierter Kompakt-SUV der Submarke GAC Trumpchi der chinesischen Guangzhou Automobile Group.

## 1. Generation (2015–2019)
| Sterne im C-NCAP-Crashtest (2016) |

Erstmals der Öffentlichkeit gezeigt wurde der GS 4 als seriennahes Fahrzeug auf der North American International Auto Show im Januar 2015 in Detroit. Die Serienversion zeigte der Hersteller auf der Shanghai Auto Show im April 2015. In China startete kurz darauf der Verkauf des SUV mit Verbrennungsmotoren. Die technische Basis lieferte der GAC Trumpchi GA 3.

### Elektrische Version
Eine batterieelektrische Version des GS 4 präsentierte der Hersteller auf der Guangzhou Auto Show im November 2015. Das Konzeptfahrzeug wird von einem 103 kW (140 PS) starken Elektromotor angetrieben und soll eine Höchstgeschwindigkeit von 120 km/h erreichen. Die Reichweite soll 240 km betragen. Obwohl Elektroautos keine Abgasanlage haben, sind am Heck des Elektrofahrzeug Auspuffblenden zu sehen. Diese dienen lediglich der Optik. Die elektrische Variante des SUV wurde ab November 2018 von Toyota in China verkauft. Der Toyota ix4 debütierte im April 2018 auf der Beijing Auto Show und übernimmt den 132 kW (179 PS) starken Elektroantrieb aus dem GAC Trumpchi GE 3. Die Höchstgeschwindigkeit gibt Toyota mit 156 km/h, die elektrische Reichweite mit 270 km an. Die Auspuffblenden des Konzeptfahrzeugs sind am ix4 nicht mehr vorhanden.

### Plug-in-Hybrid Version
Im Juni 2017 wurde auf dem chinesischen Markt der GS 4 mit einem Plug-in-Hybrid-Antrieb eingeführt. Er kombiniert einen 71 kW (97 PS) starken 1,5-Liter-Ottomotor mit einem 130 kW (177 PS) starken Elektromotor. Ab Dezember 2017 wurde mit dem Mitsubishi Eupheme PHEV ein baugleiches Modell zum GS 4 PHEV ebenfalls in China vertrieben.

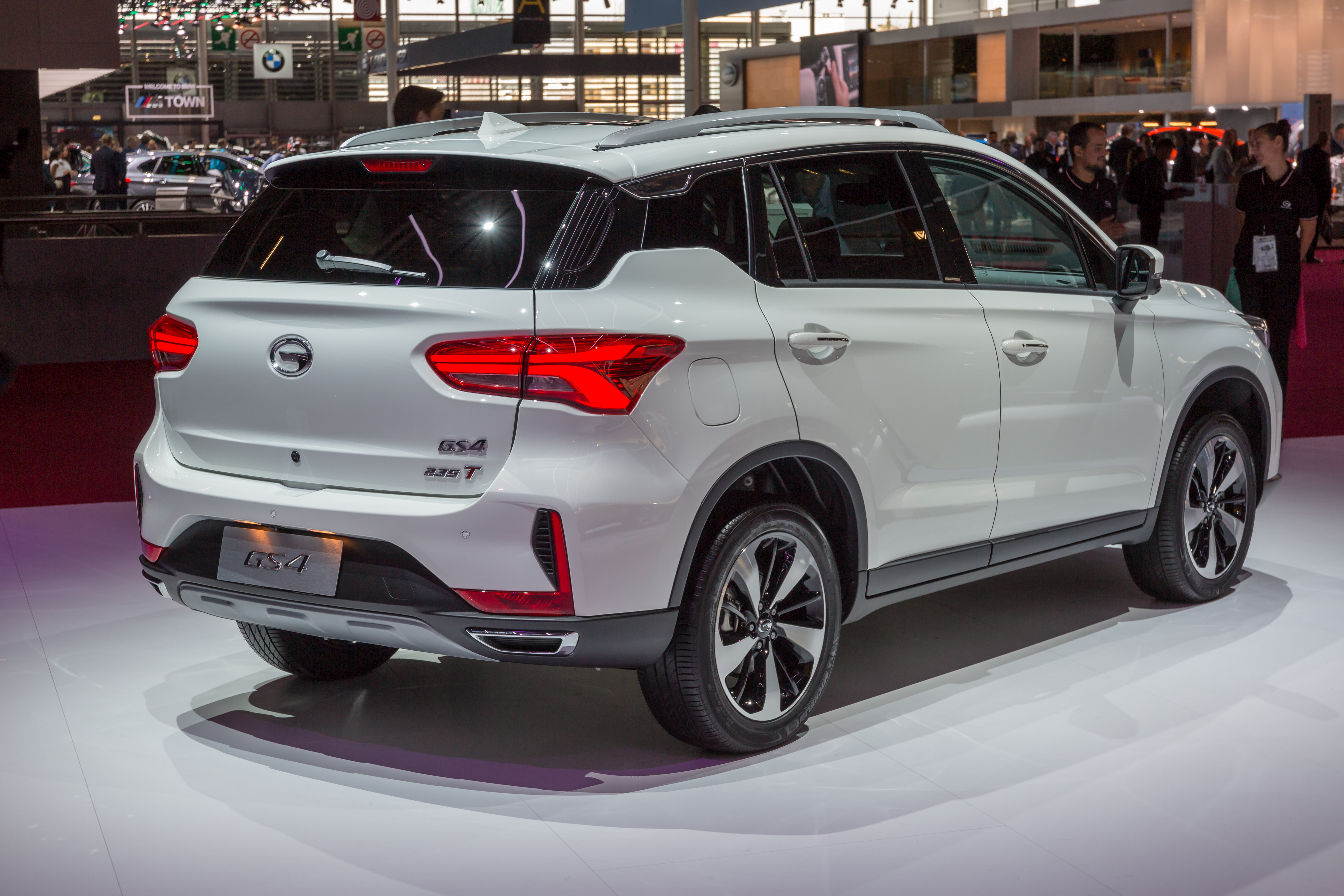
Heckansicht
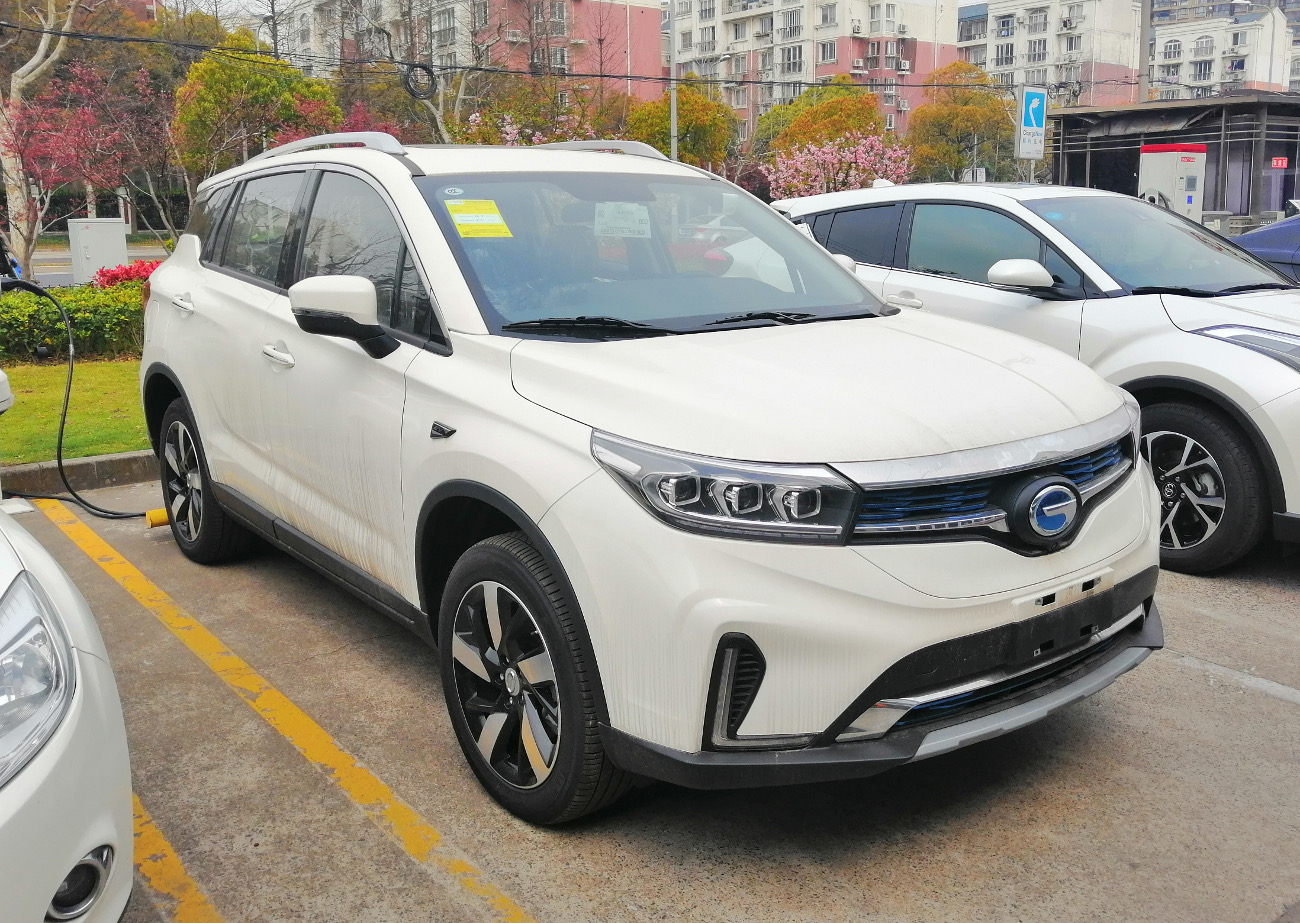
Toyota ix4
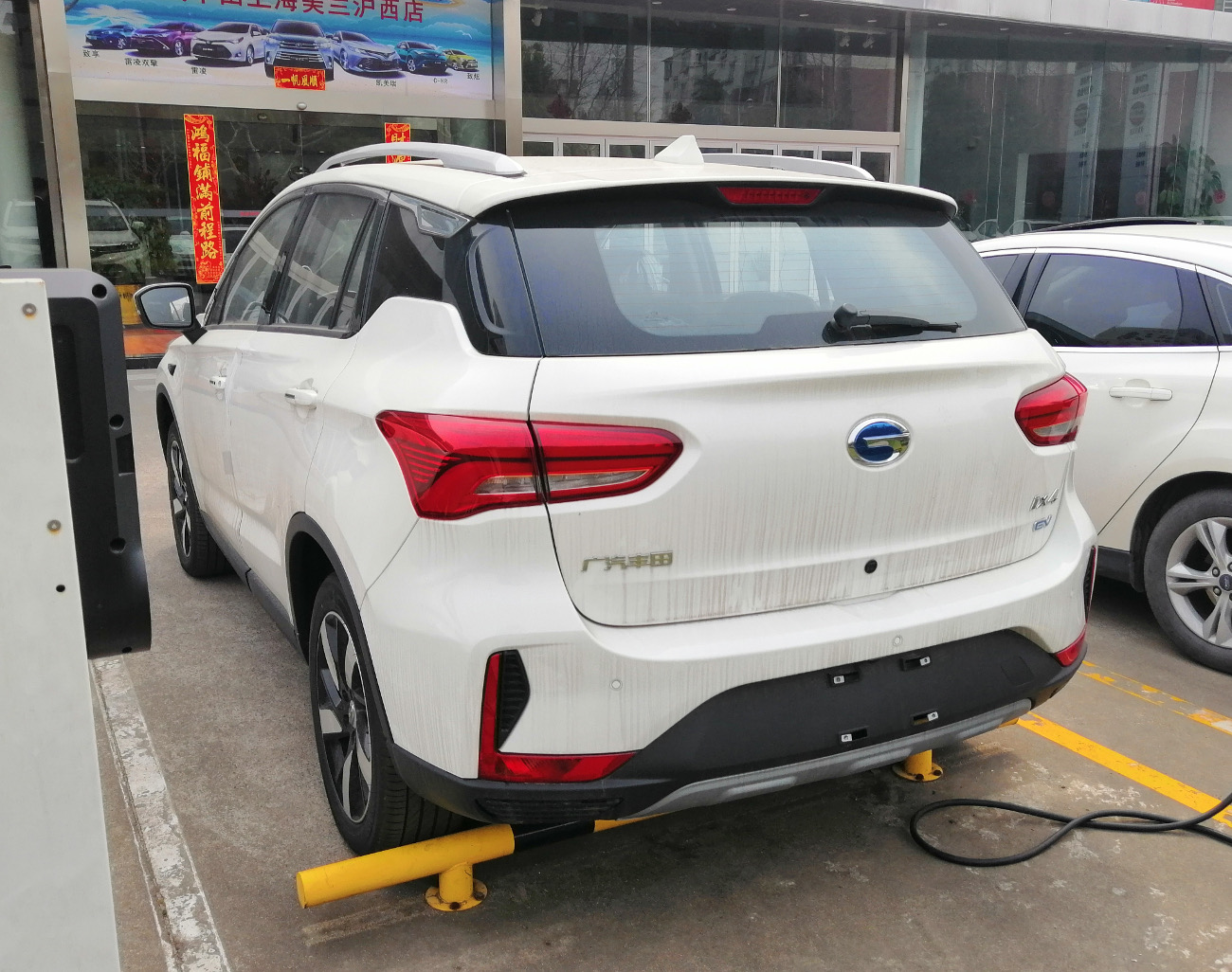
Heckansicht

### Technische Daten
| Kenngrößen                                  | 1.3T                             | 1.5T                                                             | 1.5T                         | 1.5 PHEV                    | 1.5 PHEV                    |
| Bauzeitraum                                 | 04/2015–07/2019                  | 03/2016–07/2019                                                  | 07/2019–09/2019              | 06/2017–09/2018             | 09/2018–09/2019             |
| Motorkenndaten                              |                                  |                                                                  |                              |                             |                             |
| Motortyp                                    | R4-Ottomotor                     | R4-Ottomotor                                                     | R4-Ottomotor                 | R4-Ottomotor + Elektromotor | R4-Ottomotor + Elektromotor |
| Hubraum                                     | 1325 cm³                         | 1495 cm³                                                         | 1495 cm³                     | 1495 cm³                    | 1495 cm³                    |
| max. Leistung                               | 101 kW (137 PS) bei 5500/min     | 112 kW (152 PS) bei 5000/min                                     | 124 kW (169 PS) bei 5000/min | 71 kW (97 PS) bei 5500/min  | 71 kW (97 PS) bei 5500/min  |
| max. Leistung                               | —                                | —                                                                | —                            | 130 kW (177 PS)             | 130 kW (177 PS)             |
| max. Drehmoment Verbrennungsmotor           | 202 Nm bei 1500–4200/min         | 235 Nm bei 1450–4250/min                                         | 265 Nm bei 1700–4000/min     | 120 Nm bei 1200–5000/min    | 120 Nm bei 2500–5000/min    |
| max. Drehmoment Elektromotor                | —                                | —                                                                | —                            | 300 Nm                      | 300 Nm                      |
| Kraftübertragung                            |                                  |                                                                  |                              |                             |                             |
| Antrieb, serienmäßig                        | Vorderradantrieb                 | Vorderradantrieb                                                 | Vorderradantrieb             | Vorderradantrieb            | Vorderradantrieb            |
| Getriebe, serienmäßig                       | 5-Gang-Schaltgetriebe            | 6-Gang-Schaltgetriebe                                            | 6-Gang-Schaltgetriebe        | k. A.                       | k. A.                       |
| Getriebe, serienmäßig                       | 7-Stufen-Doppelkupplungsgetriebe | 6-Stufen-Automatikgetriebe oder 7-Stufen-Doppelkupplungsgetriebe | 6-Stufen-Automatikgetriebe   | —                           | —                           |
| Messwerte                                   |                                  |                                                                  |                              |                             |                             |
| Höchstgeschwindigkeit                       | k. A.                            | k. A.                                                            | k. A.                        | 180 km/h                    | 180 km/h                    |
| Beschleunigung, 0–100 km/h                  | 12,0–12,7 s                      | 11,5 s                                                           | k. A.                        | 10,9 s                      | 10,9 s                      |
| Kraftstoffverbrauch auf 100 km (kombiniert) | 6,3–6,7 l Super                  | 6,6–7,6 l Super                                                  | 7,0 l Super                  | 1,8 l Super                 | 1,6 l Super                 |
| Tankinhalt                                  | 50 l                             | 50–55 l                                                          | 50 l                         | 37 l                        | 37 l                        |
| Batterie (Lithium-Ionen-Polymer)            | —                                | —                                                                | —                            | 12 kWh                      | 12 kWh                      |
| elektrische Reichweite                      | —                                | —                                                                | —                            | 58 km                       | 58 km                       |

## 2. Generation (seit 2019)
Die zweite Generation des GS 4 wird seit November 2019 in China verkauft. Angetrieben wurde das Fahrzeug zum Marktstart von einem aufgeladenen 1,5-Liter-Ottomotor mit 124 kW (169 PS). Seit April 2020 ist außerdem eine Version mit Plug-in-Hybrid-Antrieb erhältlich. Ebenfalls im November 2019 präsentierte der Hersteller den GAC Trumpchi GS 4 Coupé mit flacher auslaufendem Dachverlauf. Eine überarbeitete Version des SUV wird seit September 2022 angeboten. Seit April 2023 ist der 1,5-Liter-Benziner mit 130 kW (177 PS) etwas stärker. Zudem entfiel das Schaltgetriebe.

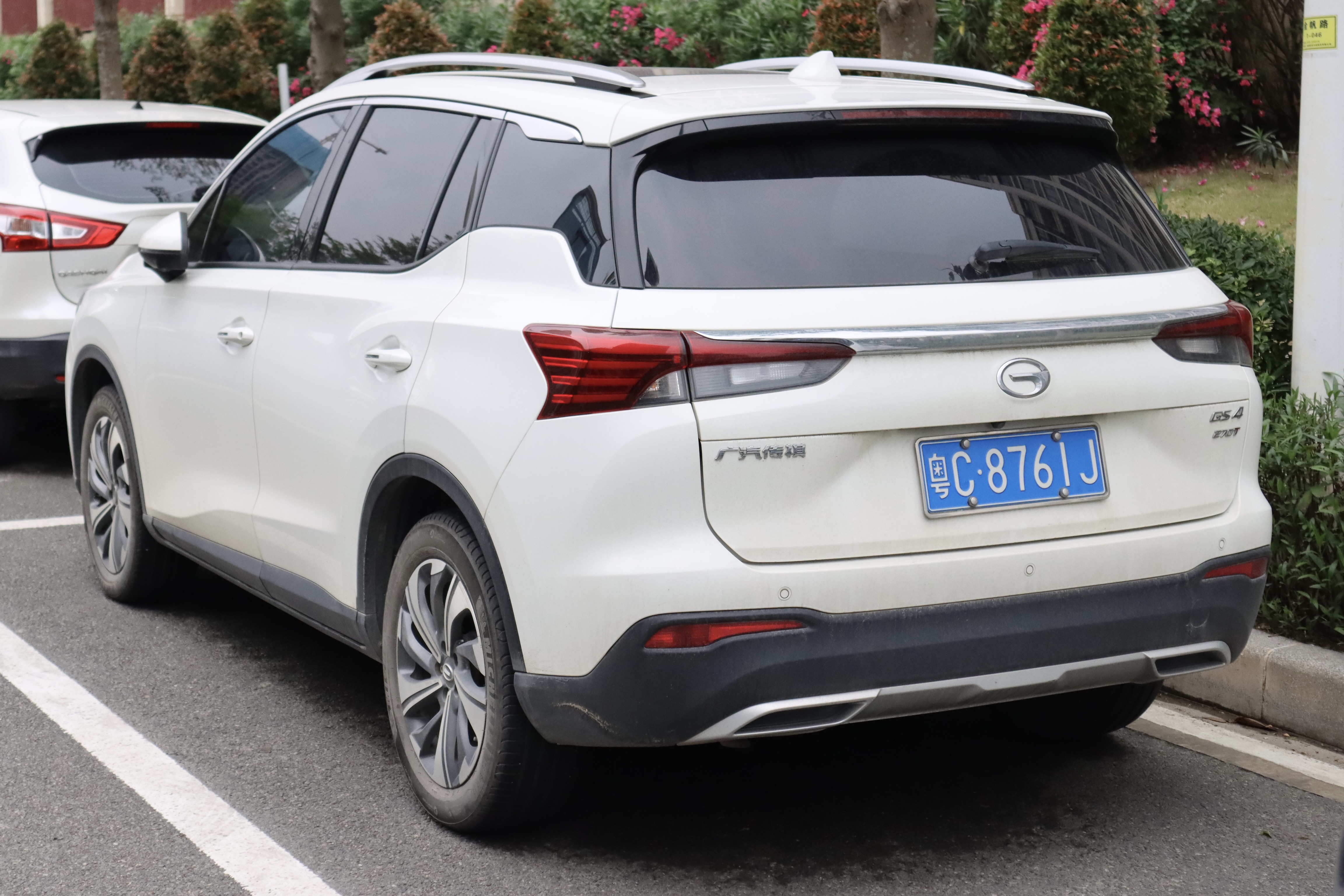
Heckansicht

### Technische Daten
| Kenngrößen                                  | 270T                         | 270T                         | 1.5T PHEV                    |
| Bauzeitraum                                 | 11/2019–04/2023              | seit 04/2023                 | 04/2020–04/2023              |
| Motorkenndaten                              |                              |                              |                              |
| Motortyp                                    | R4-Ottomotor                 | R4-Ottomotor                 | R3-Ottomotor + Elektromotor  |
| Hubraum                                     | 1495 cm³                     | 1497 cm³                     | 1493 cm³                     |
| Motoraufladung                              | Turbolader                   | Turbolader                   | Turbolader                   |
| max. Leistung                               | 124 kW (169 PS) bei 5000/min | 130 kW (177 PS) bei 5500/min | 130 kW (177 PS) bei 5500/min |
| max. Drehmoment                             | 265 Nm bei 1700–4000/min     | 270 Nm bei 1400–4500/min     | 300 Nm bei 1500–4000/min     |
| Kraftübertragung                            |                              |                              |                              |
| Antrieb, serienmäßig                        | Vorderradantrieb             | Vorderradantrieb             | Vorderradantrieb             |
| Getriebe, serienmäßig                       | 6-Gang-Schaltgetriebe        | 6-Stufen-Automatikgetriebe   | k. A.                        |
| Getriebe, optional                          | 6-Stufen-Automatikgetriebe   | —                            | —                            |
| Messwerte                                   |                              |                              |                              |
| Höchstgeschwindigkeit                       | 185 km/h                     | 185 km/h                     | 170 km/h                     |
| Beschleunigung, 0–100 km/h                  | k. A.                        | k. A.                        | k. A.                        |
| Kraftstoffverbrauch auf 100 km (kombiniert) | 6,8 l Super                  | 6,9 l Super                  | 1,3 l Super                  |